# Algeria ai Giochi della XXXI Olimpiade
L'Algeria ha partecipato ai Giochi della XXXI Olimpiade, svoltisi  a Rio de Janeiro dal 3 al 21 agosto 2016, con una delegazione di 68 atleti impegnati in 13 discipline. Portabandiera alla cerimonia di apertura è stata la judoka Sonia Asselah.
Come a Londra 2012, un solo atleta è riuscito ad arrivare sul podio e, come allora, questo atleta è stato Taoufik Makhloufi: arrivato in Brasile da campione olimpico dei 1500 metri, ha ottenuto l'argento nella stessa specialità, ripetendo l'impresa anche negli 800.

## Medaglie

### Medagliere per disciplina
| Sport    | Oro | Argento | Bronzo | Totale |
| -------- | --- | ------- | ------ | ------ |
| Atletica | 0   | 2       | 0      | 2      |
| Totale   | 0   | 2       | 0      | 2      |

### Medaglie d'argento
| Medaglia | Nome              | Sport    | Evento       |
| -------- | ----------------- | -------- | ------------ |
| Argento  | Taoufik Makhloufi | Atletica | 1500 m piani |
| Argento  | Taoufik Makhloufi | Atletica | 800 m piani  |

## Risultati

### Atletica leggera
Uomini
Eventi su pista e strada
| Atleta              | Evento         | Batteria     | Batteria     | Semifinale  | Semifinale  | Finale      | Finale      |
| Atleta              | Evento         | Risultato    | Posizione    | Risultato   | Posizione   | Risultato   | Posizione   |
| ------------------- | -------------- | ------------ | ------------ | ----------- | ----------- | ----------- | ----------- |
| Taoufik Makhloufi   | 800 m piani    | 1'49"17      | 39° Q        | 1'43"85     | 2° Q        | 1'42"61     | Argento     |
| Yessine Het Hat     | 800 m piani    | 1'46"81      | 19° Q        | 1'44"81     | 10°         | non qualif. | non qualif. |
| Amine Belferar      | 800 m piani    | 1'48"40      | 33° Q        | 1'46"55     | 22°         | non qualif. | non qualif. |
| Abdelmalik Lahoulou | 400 m ostacoli | 48"62        | 6° Q         | 49"08       | 13°         | non qualif. | non qualif. |
| Milhoud Rahmani     | 400 m ostacoli | 49"73        | 27°          | non qualif. | non qualif. | non qualif. | non qualif. |
| Hicham Bouchicha    | 3000 m siepi   | 8'33"61      | 24º          | N.D.        | N.D.        | non qualif. | non qualif. |
| Bilal Tabti         | 3000 m siepi   | 8'38"37      | 30º          | N.D.        | N.D.        | non qualif. | non qualif. |
| Ali Messaoudi       | 3000 m siepi   | squalificato | squalificato | N.D.        | N.D.        | non qualif. | non qualif. |
| Taoufik Makhloufi   | 1500 m         | 3'46"82      | 25° Q        | 3'39"88     | 5° Q        | 3'50"11     | Argento     |
| Salim Keddar        | 1500 m         | 3'40"63      | 20°          | non qualif. | non qualif. | non qualif. | non qualif. |
| Hakim Sadi          | Maratona       | N.D.         | N.D.         | N.D.        | N.D.        | 2h26'47"    | 104°        |
| El Hadi Laameche    | Maratona       | N.D.         | N.D.         | N.D.        | N.D.        | ritirato    | ritirato    |

Eventi multipli
| Atleta         | Evento    | 100 m     | Lungo      | Peso        | Alto       | 400 m     | 110 ost.  | Disco       | Asta       | Giav.       | 1500 m      | Punteggio totale | Posizione |
| -------------- | --------- | --------- | ---------- | ----------- | ---------- | --------- | --------- | ----------- | ---------- | ----------- | ----------- | ---------------- | --------- |
| Larbi Bourrada | Decathlon | 10"75 917 | 7,52 m 940 | 13,78 m 715 | 2,10 m 896 | 47"98 910 | 14"15 955 | 42,39 m 713 | 4,60 m 790 | 66,49 m 836 | 4'14"60 849 | 8521             | 5º        |

Donne
Eventi su pista e strada
| Atleta               | Evento       | Batteria  | Batteria  | Semifinale | Semifinale | Finale      | Finale      |
| Atleta               | Evento       | Risultato | Posizione | Risultato  | Posizione  | Risultato   | Posizione   |
| -------------------- | ------------ | --------- | --------- | ---------- | ---------- | ----------- | ----------- |
| Amina Bettiche       | 3000 m siepi | 10'26"91  | 52°       | N.D.       | N.D.       | non qualif. | non qualif. |
| Kenza Dahmani Tifahi | Maratona     | N.D.      | N.D.      | N.D.       | N.D.       | ritirata    | ritirata    |
| Souad Ait Salem      | Maratona     | N.D.      | N.D.      | N.D.       | N.D.       | 2h38'37"    | 50°         |

### Calcio
Uomini
La squadra maschile di calcio dell'Algeria si è qualificata per le Olimpiadi ottenendo il secondo posto nel 2015 alla Coppa delle Nazioni Africane Under 23, in Senegal.
Squadra
Allenatore: Pierre-André Schürmann
| N. | Pos. | Giocatore            | Data nascita (età)          | Pres. | Reti | Squadra        |
| -- | ---- | -------------------- | --------------------------- | ----- | ---- | -------------- |
| 1  | P    | Abdelkader Salhi     | 19 marzo 1993 (23 anni)     | 12    | 0    | ASO Chlef      |
| 2  | D    | Miloud Rebiaï        | 12 dicembre 1993 (22 anni)  | 0     | 0    | ES Sétif       |
| 3  | D    | Ayoub Abdellaoui     | 16 febbraio 1993 (23 anni)  | 13    | 0    | USM Alger      |
| 4  | D    | Abdelghani Demmou*   | 29 gennaio 1989 (27 anni)   | 1     | 0    | MC Alger       |
| 5  | D    | Ryad Kenniche (c)    | 30 aprile 1993 (23 anni)    | 7     | 1    | ES Sétif       |
| 6  | C    | Mohamed Benkhemassa  | 28 giugno 1993 (23 anni)    | 17    | 2    | USM Alger      |
| 7  | A    | Baghdad Bounedjah*   | 24 novembre 1991 (24 anni)  | 6     | 4    | Al Sadd SC     |
| 8  | C    | Haris Belkebla       | 28 gennaio 1994 (22 anni)   | 0     | 0    | Tours          |
| 9  | A    | Mohamed Benkablia    | 2 febbraio 1994 (22 anni)   | 0     | 0    | ASM Oran       |
| 10 | A    | Abderrahmane Meziane | 7 marzo 1993 (23 anni)      | 13    | 4    | USM Alger      |
| 11 | A    | Zakaria Haddouche    | 19 agosto 1994 (21 anni)    | 9     | 1    | ES Sétif       |
| 12 | C    | Raouf Benguit        | 5 aprile 1996 (20 anni)     | 14    | 0    | USM Alger      |
| 13 | A    | Oussama Darfalou     | 29 settembre 1993 (22 anni) | 11    | 4    | USM Alger      |
| 14 | C    | Sofiane Bendebka*    | 9 agosto 1992 (23 anni)     | 1     | 1    | NA Hussein Dey |
| 15 | D    | Houari Ferhani       | 11 febbraio 1993 (23 anni)  | 13    | 0    | JS Kabylie     |
| 16 | P    | Farid Chaâl          | 3 luglio 1994 (22 anni)     | 0     | 0    | USM El Harrach |
| 17 | C    | Zakaria Draoui       | 20 febbraio 1994 (22 anni)  | 6     | 0    | CR Belouizdad  |
| 18 | A    | Rachid Aït-Atmane    | 4 febbraio 1993 (23 anni)   | 1     | 0    | Sporting Gijón |

* Giocatore extra-quota.
Fase a Gironi
Gruppo D
 Risultati
| Arbitro: | Ricci |

|                                   |           |                            |
| Quioto 13’ Pereira 33’ Lozano 79’ | Marcatori | 68’ Bendebka 85’ Bounedjah |

| Arbitro: | Çakır |

|                        |           |              |
| Correa 47’ Calleri 70’ | Marcatori | 64’ Bendebka |

| Arbitro: | Conger |

|               |           |                      |
| Benkablia 30’ | Marcatori | 25’ (rig.) Paciência |

Classifica
| Pos. | Nazionale  | Pt | G | V | N | P | GF | GS | DR |
| ---- | ---------- | -- | - | - | - | - | -- | -- | -- |
| 1.   | Portogallo | 7  | 3 | 2 | 1 | 0 | 5  | 2  | +3 |
| 2.   | Honduras   | 4  | 3 | 1 | 1 | 1 | 5  | 5  | 0  |
| 3.   | Argentina  | 4  | 3 | 1 | 1 | 1 | 3  | 4  | -1 |
| 4.   | Algeria    | 1  | 3 | 0 | 1 | 2 | 4  | 6  | -2 |

### Canottaggio
| FA   | Qualificato in finale A (per le medaglie)     |
| FB   | Qualificato in finale B (non per le medaglie) |
| FC   | Qualificato in finale C (non per le medaglie) |
| FD   | Qualificato in finale D (non per le medaglie) |
| FE   | Qualificato in finale E (non per le medaglie) |
| FF   | Qualificato in finale F (non per le medaglie) |
| SA/B | Semifinali A/B                                |
| SC/D | Semifinali C/D                                |
| SE/F | Semifinali E/F                                |
| QF   | Qualificato ai quarti di finale               |
| R    | Ripescaggio                                   |

Uomini
| Atleta          | Evento  | Batteria | Batteria  | Ripescaggio | Ripescaggio | Quarti  | Quarti    | Semifinali | Semifinali | Finale  | Finale    |
| Atleta          | Evento  | Tempo    | Posizione | Tempo       | Posizione   | Tempo   | Posizione | Tempo      | Posizione  | Tempo   | Posizione |
| --------------- | ------- | -------- | --------- | ----------- | ----------- | ------- | --------- | ---------- | ---------- | ------- | --------- |
| Sid Ali Boudina | Singolo | 7:45.90  | 4 R       | 7:20.84     | 1 QF        | 7:13.59 | 5 SC/D    | 7:37.19    | 5 FD       | 7:06.64 | 23        |

Donne
| Atleta      | Evento  | Batteria | Batteria  | Ripescaggio | Ripescaggio | Quarti  | Quarti    | Semifinali | Semifinali | Finale  | Finale    |
| Atleta      | Evento  | Tempo    | Posizione | Tempo       | Posizione   | Tempo   | Posizione | Tempo      | Posizione  | Tempo   | Posizione |
| ----------- | ------- | -------- | --------- | ----------- | ----------- | ------- | --------- | ---------- | ---------- | ------- | --------- |
| Amina Rouba | Singolo | 8:55.09  | 4 R       | 8:04.21     | 1 QF        | 8:21.00 | 6 SC/D    | 8:22.34    | 5 FD       | 7:46.55 | 21        |

### Ciclismo
Ciclismo su strada
| Atleta                | Evento         | Tempo | Posizione |
| --------------------- | -------------- | ----- | --------- |
| Youcef Reguigui       | Corsa in linea | DNF   | -         |
| Youcef Reguigui       | Cronometro     | DNS   | -         |
| Abderrahmane Mansouri | Corsa in linea | DNF   | -         |

### Ginnastica
Ginnastica artistica
Femminile
| Atleta          | Evento               | Attrezzo     | Attrezzo     | Attrezzo     | Attrezzo     | Qualificazione | Qualificazione | Finale      | Finale      |
| Atleta          | Evento               | CL           | V            | T            | P            | Totale         | Posizione      | Totale      | Posizione   |
| --------------- | -------------------- | ------------ | ------------ | ------------ | ------------ | -------------- | -------------- | ----------- | ----------- |
| Farah Boufadene | Concorso individuale | 11.100 (80°) | 12.533 (80°) | 10.600 (80°) | 12.200 (72°) | 46.433         | 59ª            | non qualif. | non qualif. |

### Judo
Maschile
| Atleta                | Evento  | Preliminari                 | 16-esimi                       | Ottavi                           | Quarti               | Semifinali           | Ripescaggio          | Med. bronzo          | Finale               | Posizione |
| Atleta                | Evento  | Avversario Risultato        | Avversario Risultato           | Avversario Risultato             | Avversario Risultato | Avversario Risultato | Avversario Risultato | Avversario Risultato | Avversario Risultato | Posizione |
| --------------------- | ------- | --------------------------- | ------------------------------ | -------------------------------- | -------------------- | -------------------- | -------------------- | -------------------- | -------------------- | --------- |
| Houd Zourdani         | −66 kg  | Bye                         | Y. Kopinski (SUR) V (100-000)  | D. Tömörkhüleg (MGL) P (000-101) | non qualificato      | non qualificato      | non qualificato      | non qualificato      | non qualificato      | 9°        |
| Abderrahmane Benamadi | −90 kg  | S. Juraev (UZB) P (000-000) | non qualificato                | non qualificato                  | non qualificato      | non qualificato      | non qualificato      | non qualificato      | non qualificato      | 33°       |
| Lyes Bouyacoub        | −100 kg | Bye                         | I. Remarenco (UAE) V (010-000) | Elmar Gazimov (AZE) P (010-010)  | non qualificato      | non qualificato      | non qualificato      | non qualificato      | non qualificato      | 9°        |
| Mohammed Amine Tayeb  | +100 kg | n.d.                        | T. Battugla (MGL) V (010-000)  | T. Riner (FRA) P (000-100)       | non qualificato      | non qualificato      | non qualificato      | non qualificato      | non qualificato      | 9°        |

Femminile
| Atleta        | Evento | 16-esimi             | Ottavi                    | Quarti               | Semifinali           | Ripescaggio          | Med. bronzo          | Finale               | Posizione |
| Atleta        | Evento | Avversario Risultato | Avversario Risultato      | Avversario Risultato | Avversario Risultato | Avversario Risultato | Avversario Risultato | Avversario Risultato | Posizione |
| ------------- | ------ | -------------------- | ------------------------- | -------------------- | -------------------- | -------------------- | -------------------- | -------------------- | --------- |
| Sonia Asselah | +78 kg | bye                  | Yu Song (CHN) P (000-100) | non qualificata      | non qualificata      | non qualificata      | non qualificata      | non qualificata      | 9°        |

### Lotta
Greco-Romana
Uomini
| Atleta           | Evento | Qualificazione       | Sedicesimi               | Ottavi                    | Quarti               | Semifinali           | Ripescaggio Turno 1  | Ripescaggio Turno 2  | Finale               | Pos. |
| Atleta           | Evento | Avversario Risultato | Avversario Risultato     | Avversario Risultato      | Avversario Risultato | Avversario Risultato | Avversario Risultato | Avversario Risultato | Avversario Risultato | Pos. |
| ---------------- | ------ | -------------------- | ------------------------ | ------------------------- | -------------------- | -------------------- | -------------------- | -------------------- | -------------------- | ---- |
| Tarek Benaissa   | −66 kg | Bye                  | R. Tsarev (KGZ) V (3–0)  | R. Chunayev (AZE) P (1-4) | non qualificato      | non qualificato      | non qualificato      | non qualificato      | non qualificato      | 8    |
| Adem Boudjemline | −85 kg | Bye                  | N. Bayryakov (BUL) P 0–3 | non qualificato           | non qualificato      | non qualificato      | non qualificato      | non qualificato      | non qualificato      | 17   |
| Hamza Haloui     | −98 kg | E. Guri (BUL) P 0–4  | non qualificato          | non qualificato           | non qualificato      | non qualificato      | non qualificato      | non qualificato      | non qualificato      | 17   |

### Nuoto
| Atleta           | Evento             | Batterie | Batterie  | Semifinali  | Semifinali  | Finale      | Finale      |
| Atleta           | Evento             | Tempo    | Posizione | Tempo       | Posizione   | Tempo       | Posizione   |
| ---------------- | ------------------ | -------- | --------- | ----------- | ----------- | ----------- | ----------- |
| Oussama Sahnoune | 50 m stile libero  | 22"27    | 25º       | non qualif. | non qualif. | non qualif. | non qualif. |
| Oussama Sahnoune | 100 m stile libero | 49"20    | 31º       | non qualif. | non qualif. | non qualif. | non qualif. |

### Pugilato
| Atleta               | Evento                     | Sedicesimi                       | Ottavi di finale              | Quarti di finale             | Semifinali           | Finale               | Pos. |
| Atleta               | Evento                     | Avversario Risultato             | Avversario Risultato          | Avversario Risultato         | Avversario Risultato | Avversario Risultato | Pos. |
| -------------------- | -------------------------- | -------------------------------- | ----------------------------- | ---------------------------- | -------------------- | -------------------- | ---- |
| Mohamed Flissi       | Pesi mosca (-52 kg)        | Bye                              | D. Asenov (BUL) V (3-0)       | Y. S. Finol (VEN) P (0-3)    | non qualif.          | non qualif.          | 5°   |
| Fahem Hammachi       | Pesi gallo (-56 kg)        | R. De Jesus (BRA) P (1-2)        | non qualif.                   | non qualif.                  | non qualif.          | non qualif.          | 17°  |
| Reda Benbaziz        | Pesi leggeri (-60 kg)      | M. Abdelaal (EGY) V (3-0)        | A. Abdurashidov (RUS) V (3-0) | O. Dorjnyambuu (MGL) P (0-3) | non qualif.          | non qualif.          | 5°   |
| Abdelkader Chadi     | Pesi superleggeri (-64 kg) | J. Teixeira (BRA) P (1-2)        | non qualif.                   | non qualif.                  | non qualif.          | non qualif.          | 17°  |
| Zohir Kedache        | Pesi welter (-69 kg)       | S. G. Donnelly (IRL) P (0-3)     | non qualif.                   | non qualif.                  | non qualif.          | non qualif.          | 17°  |
| Ilyas Abbadi         | Pesi medi (-75 kg)         | M. A. Ngamissengue (CGO) V (3-0) | Z. Alimkhanuly (KAZ) P (0-3)  | non qualif.                  | non qualif.          | non qualif.          | 9°   |
| Abdelhafid Benchabla | Pesi mediomassimi (-81 kg) | Bye                              | A. R. Ramirez (VEN) V (2-0)   | J. Buatsi (GBR) P (0-3)      | non qualif.          | non qualif.          | 5°   |
| Chouaib Bouloudinat  | Pesi massimi (-91 kg)      | Bye                              | K. St Pierre (MRI) P (1-2)    | non qualif.                  | non qualif.          | non qualif.          | 9°   |

### Scherma
Uomini
| Atleta        | Evento               | Trentaduesimi        | Sedicesimi              | Ottavi di finale     | Quarti di finale     | Semifinali           | Finale               |
| Atleta        | Evento               | Avversario Risultato | Avversario Risultato    | Avversario Risultato | Avversario Risultato | Avversario Risultato | Avversario Risultato |
| ------------- | -------------------- | -------------------- | ----------------------- | -------------------- | -------------------- | -------------------- | -------------------- |
| Victor Sintés | Fioretto individuale | Bye                  | R. Kruse (GBR) P (4-15) | non qualif.          | non qualif.          | non qualif.          | non qualif.          |

Donne
| Atleta           | Evento               | Trentaduesimi        | Sedicesimi              | Ottavi di finale     | Quarti di finale     | Semifinali           | Finale               |
| Atleta           | Evento               | Avversario Risultato | Avversario Risultato    | Avversario Risultato | Avversario Risultato | Avversario Risultato | Avversario Risultato |
| ---------------- | -------------------- | -------------------- | ----------------------- | -------------------- | -------------------- | -------------------- | -------------------- |
| Anissa Khelfaoui | Fioretto individuale | Bye                  | E. Harey (CAN) P (6-15) | non qualif.          | non qualif.          | non qualif.          | non qualif.          |

### Sollevamento pesi
Uomini
| Atleta       | Evento  | Strappo   | Strappo    | Slancio   | Slancio    | Totale | Classifica |
| Atleta       | Evento  | Risultato | Classifica | Risultato | Classifica | Totale | Classifica |
| ------------ | ------- | --------- | ---------- | --------- | ---------- | ------ | ---------- |
| Walid Bidani | +105 kg | 190 kg    | 9º         | 220 kg    | 14º        | 210 kg | 13º        |

Donne
| Atleta                      | Evento | Strappo   | Strappo    | Slancio   | Slancio    | Totale | Classifica |
| Atleta                      | Evento | Risultato | Classifica | Risultato | Classifica | Totale | Classifica |
| --------------------------- | ------ | --------- | ---------- | --------- | ---------- | ------ | ---------- |
| Bouchra Fatima Zohra Hirech | +75 kg | 87 kg     | 16º        | 105 kg    | 15º        | 192 kg | 15º        |

### Tiro a segno/volo
Maschile
| Atleta         | Evento                      | Qualificazione | Qualificazione | Finale          | Finale          |
| Atleta         | Evento                      | Punteggio      | Classifica     | Punteggio       | Classifica      |
| -------------- | --------------------------- | -------------- | -------------- | --------------- | --------------- |
| Chafik Bouaoud | Carabina 10m aria compressa | 612.1          | 43° Q          | non qualificato | non qualificato |

### Vela
Maschile
| Atleta       | Evento | Regata | Regata | Regata | Regata | Regata | Regata | Regata | Regata | Regata | Regata | Regata | Regata | Regata | Punteggio Netto | Classifica |
| Atleta       | Evento | 1      | 2      | 3      | 4      | 5      | 6      | 7      | 8      | 9      | 10     | 11     | 12     | M      | Punteggio Netto | Classifica |
| ------------ | ------ | ------ | ------ | ------ | ------ | ------ | ------ | ------ | ------ | ------ | ------ | ------ | ------ | ------ | --------------- | ---------- |
| Hamza Bouras | RS:X   | 35     | 36     | 34     | 35     | DNF    | 26     | 31     | DNF    | 36     | DNF    | 36     | 24     | N.D.   | 367             | 36         |

Femminile
| Atleta                | Evento       | Regata | Regata | Regata | Regata | Regata | Regata | Regata | Regata | Regata | Regata | Regata | Regata | Regata | Punteggio Netto | Classifica |
| Atleta                | Evento       | 1      | 2      | 3      | 4      | 5      | 6      | 7      | 8      | 9      | 10     | 11     | 12     | M      | Punteggio Netto | Classifica |
| --------------------- | ------------ | ------ | ------ | ------ | ------ | ------ | ------ | ------ | ------ | ------ | ------ | ------ | ------ | ------ | --------------- | ---------- |
| Katia Belabas         | RS:X         | DNF    | DNF    | DNF    | DNF    | DNF    | 25     | 27     | 27     | 27     | 27     | 27     | 27     | N.D.   | 290             | 26         |
| Imène Cherif-Sahraoui | Laser Radial | 33     | 35     | 36     | 34     | DNF    | DNF    | 35     | 38     | DNS    | DNC    | N.D.   | N.D.   | N.D.   | 362             | 37         |